# Římskokatolická farnost Kutná Hora – Sedlec
Římskokatolická farnost Kutná Hora - Sedlec je územním společenstvím římských katolíků v rámci kutnohorsko-poděbradského vikariátu královéhradecké diecéze.

## O farnosti

### Historie
V roce 1142 byl v Sedlci založen cisterciácký klášter, do kterého přišel mnišský konvent z Waldsassenu. Šlo o nejstarší cisterciácký klášter v Čechách. Ten trval až do roku 1783, kdy byl císařským rozhodnutím zrušen. Klášterní kostel (architektonickým typem katedrála) se stal farním. V roce 2003 byly se sedleckou farností sloučeny původně samostatné farnosti Církvice, Kaňk a Nové Dvory.

#### Přehled duchovních správců
- 1990–2009 R.D. Andrej Lukáček (farář)
- od r. 2009 R.D. Mgr. Pavel Tobek (farář)

### Současnost
Farnost má sídelního duchovního správce, který spravuje pouze tuto jedinou farnost.
| Kostel                                             | Místo               | Bohoslužba                         | Bohoslužba                                                      | Poznámka        |
| -------------------------------------------------- | ------------------- | ---------------------------------- | --------------------------------------------------------------- | --------------- |
| Kostel sv. Vavřince                                | Církvice            | neděle                             | 11.00                                                           | filiální kostel |
| Kostel Čtrnácti sv. pomocníků                      | Hlízov              | neslouží se pravidelně             | neslouží se pravidelně                                          | filiální kostel |
| Kostel sv. Jakuba Staršího                         | Jakub               | neslouží se pravidelně             | neslouží se pravidelně                                          | filiální kostel |
| Kostel sv. Vavřince                                | Kaňk                | neslouží se pravidelně             | neslouží se pravidelně                                          | filiální kostel |
| Kostel Nanebevzetí Panny Marie a sv. Jana Křtitele | Kutná Hora - Sedlec | neděle úterý středa pátek sobota   | 9.30 17.00 v zimě, 18.00 v létě 7.30 17.00 v zimě, 18.00 v létě | farní kostel    |
| Kostel Všech svatých                               | Kutná Hora - Sedlec | neslouží se pravidelně             | neslouží se pravidelně                                          | filiální kostel |
| Kostel sv. Bonifáce                                | Lochy               | neslouží se pravidelně             | neslouží se pravidelně                                          | filiální kostel |
| Kostel sv. Štěpána                                 | Malín               | neděle čtvrtek                     | 7.45 18.00                                                      | filiální kostel |
| Kostel sv. Anny                                    | Nové Dvory          | dočasně se neslouží (rekonstrukce) | dočasně se neslouží (rekonstrukce)                              | filiální kostel |
| Kostel sv. Martina                                 | Nové Dvory          | neslouží se pravidelně             | neslouží se pravidelně                                          | filiální kostel |
| Kostel sv. Mikuláše                                | Svatý Mikuláš       | neslouží se pravidelně             | neslouží se pravidelně                                          | filiální kostel |